# Истон (Мисури)
Истон (енгл. Easton) град је у америчкој савезној држави Мисури.

## Демографија
По попису из 2010. године број становника је 234, што је 24 (-9,3%) становника мање него 2000. године.
| Група             | 2000.       | 2010.       |
| Белци             | 240 (93,0%) | 213 (91,0%) |
| Афроамериканци    | 0 (0,0%)    | 0 (0,0%)    |
| Азијати           | 1 (0,4%)    | 1 (0,4%)    |
| Хиспаноамериканци | 10 (3,9%)   | 11 (4,7%)   |
| Укупно            | 258         | 234         |